# Rund um Rhede
Rund um Rhede, auch bekannt als Bitburger Classics, ist ein nationales Rundstreckenrennen im Straßenradsport, das in und um Rhede ausgetragen wurde. Veranstaltet wurde es vom Radsportverein RV Central - Rhede.

## Geschichte
Der Frühjahrsklassiker Rund um Rhede wurde von 1992 bis 2010 ausgetragen und lief 1991 noch unter der Bezeichnung „Mühlentour“. In den Jahren 1997 bis 1999 waren auch die Radprofis am Start. Seit 2000 wurde das Rennen als Kriterium ausgetragen. Neben den Eliterennen gab es auch Starts für Nachwuchsfahrer (U23), Jugend und Senioren.

## Bisherige Sieger

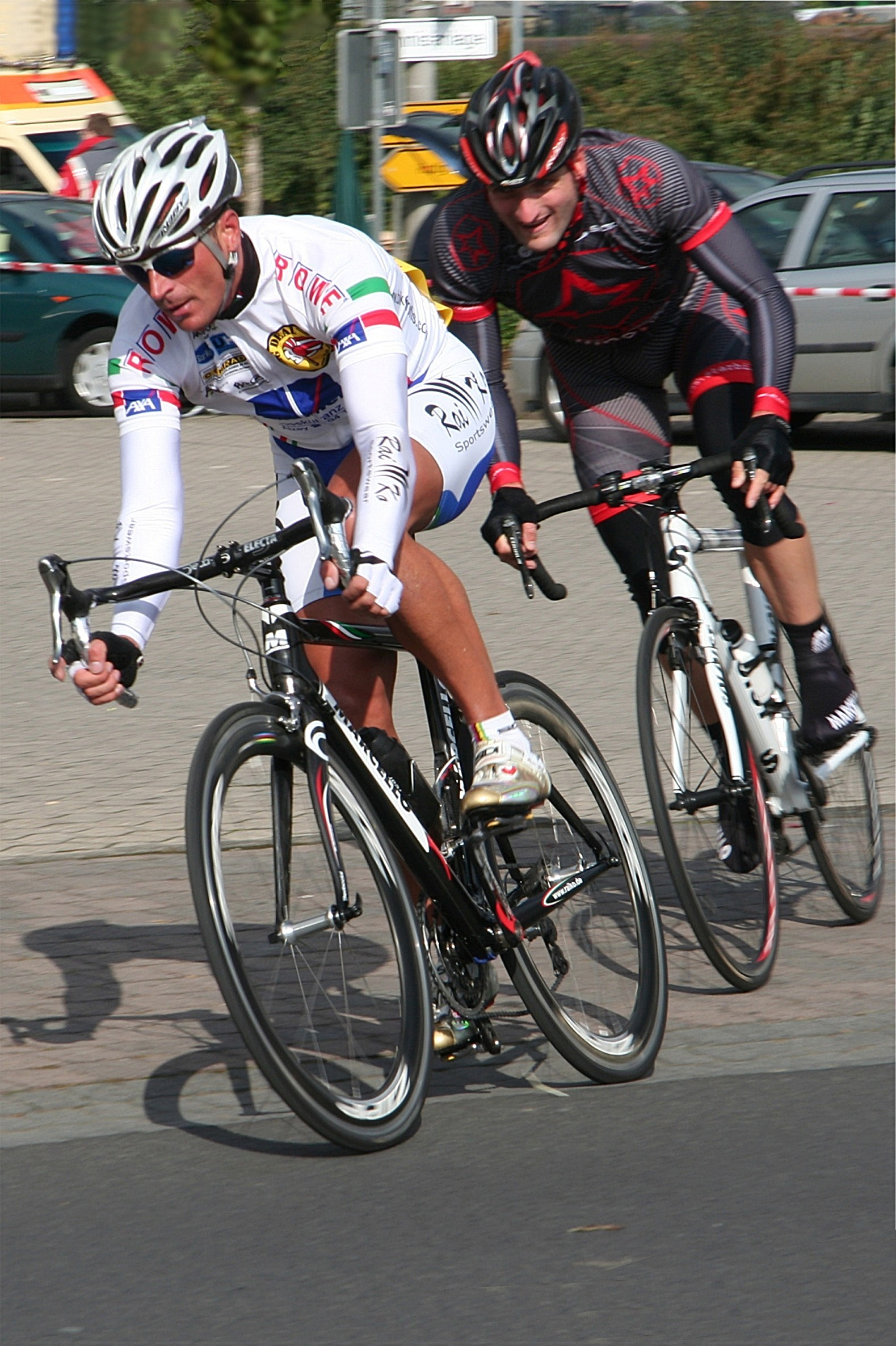
Michael Gannopolskij

| - 1991: Uli Hungerkamp, Bocholt - 1992: Manfred Otto, Dortmund - 1993: Bert Hiemstra, Giant, Niederlande - 1994: Jürgen Gilsing, Giant, Niederlande - 1995: Dennis Hey, Foreldorado, Niederlande - 1996: Aart Vierhouten, Rabobank, Niederlande - 1997: Anthony Theus, Giant, Niederlande - 1998: Paul van Schalen, Giant, Niederlande - 1999: Bert Hiemstra, Rabobank, Niederlande - 2000: Frank Klein, PSV Köln | - 2001: Bastiaan Krol, Tegeltoko, Niederlande - 2002: Mathijs Loohuis, Oldenzaalse Wielerclub, Niederlande - 2003: Maarten Tjallingii, Marco Polo, Niederlande - 2004: Zdeněk Mlynář, AC Sparta Prag, Tschechien - 2005: Zdeněk Mlynář, AC Sparta Prag, Tschechien - 2006: kein Elite-Rennen ausgetragen - 2007: Martin Hebík, Team Heinz von Heiden/Hannover, Tschechien - 2008: Christoph von Kleinsorgen, RSV Gütersloh - 2009: Michael Gannopolskij, Team Rowe Motoroil, Alzey - 2010: Tim Klessa, Drössiger-PZ-Racing Team Hürtgenwald |